# 폴란드 해군
폴란드 해군(폴란드어: Marynarka Wojenna)은 폴란드군의 해군이다. 폴란드 해군은 46척의 함선과 약 12,000명의 구성원으로 구성되어 있다. 폴란드 해군의 전통적인 함선 접두사는 ORP (Okręt Rzeczypospolitej Polskiej, '폴란드 공화국의 군함')이다.